# Universitatea Pedagogică de Stat Ion Creangă din Chișinău
Universitatea Pedagogică de Stat „Ion Creangă” din Chișinău (UPSC) este una dintre cele mai veche instituții de învățământ superior din capitala Republicii Moldova. A fost întemeiată în anul 1940 . Până în 1955, s-a numit Institutul Pedagogic Moldovenesc de Stat). În 1990 a fost redenumită (din Institutul Pedagogic de Stat „Ion Creangă”) în numele actual. Primul rector (director) a fost profesorul Mihail Pavlov. Ulterior au urmat Chiricenco, Ion Borsevici si Alexandra Barbăneagră.
Universitatea are facultăți de arte plastice, istorie, psihologie și pedagogie, litere ș.a. Printre absolvenții universității se numără Konstantin Cernenko, Grigore Vieru, Ion Hadârcă și alții.

## Facultăți
- Facultatea de Arte Plastice și Design
- Facultatea de Filologie și Istorie
- Facultatea de Limbi și Literaturi Străine
- Facultatea de Psihologie și Psihopedagogie Specială
- Facultatea de Științe ale Educației
- Facultatea de Fizică, Matematică și Tehnologii Informaționale
- Facultatea de Biologie și Chimie
- Facultatea de Geografie

## Rectorat
- Alexandra Barbăneagră – rector
- Ludmila Armașu – prorector pentru relații internaționale și cooperare
- Lucia Cepraga – prorector pentru activitatea didactică
- Angela Globa – prorector pentru digitalizare, comunicare, imagine și relații cu partenerii sociali
- Diana Antoci – prorector pentru cercetare

## Legături externe
- Site web Arhivat în 10 august 2015, la Wayback Machine.